# Amphoe Sam Roi Yot
Amphoe Sam Roi Yot (Thai: อำเภอ สามร้อยยอด) ist ein Landkreis (Amphoe – Verwaltungs-Distrikt) im nördlichen Teil der Provinz Prachuap Khiri Khan. Die Provinz Prachuap Khiri Khan ist die südlichste Provinz der Zentralregion von Thailand. 

## Geographie
Benachbarte Amphoe und Gebiete: Amphoe Pran Buri liegt nördlich und Kui Buri südlich des Landkreises. Im Westen befindet sich die Tanintharyi-Division von Myanmar und im Osten der Golf von Thailand.

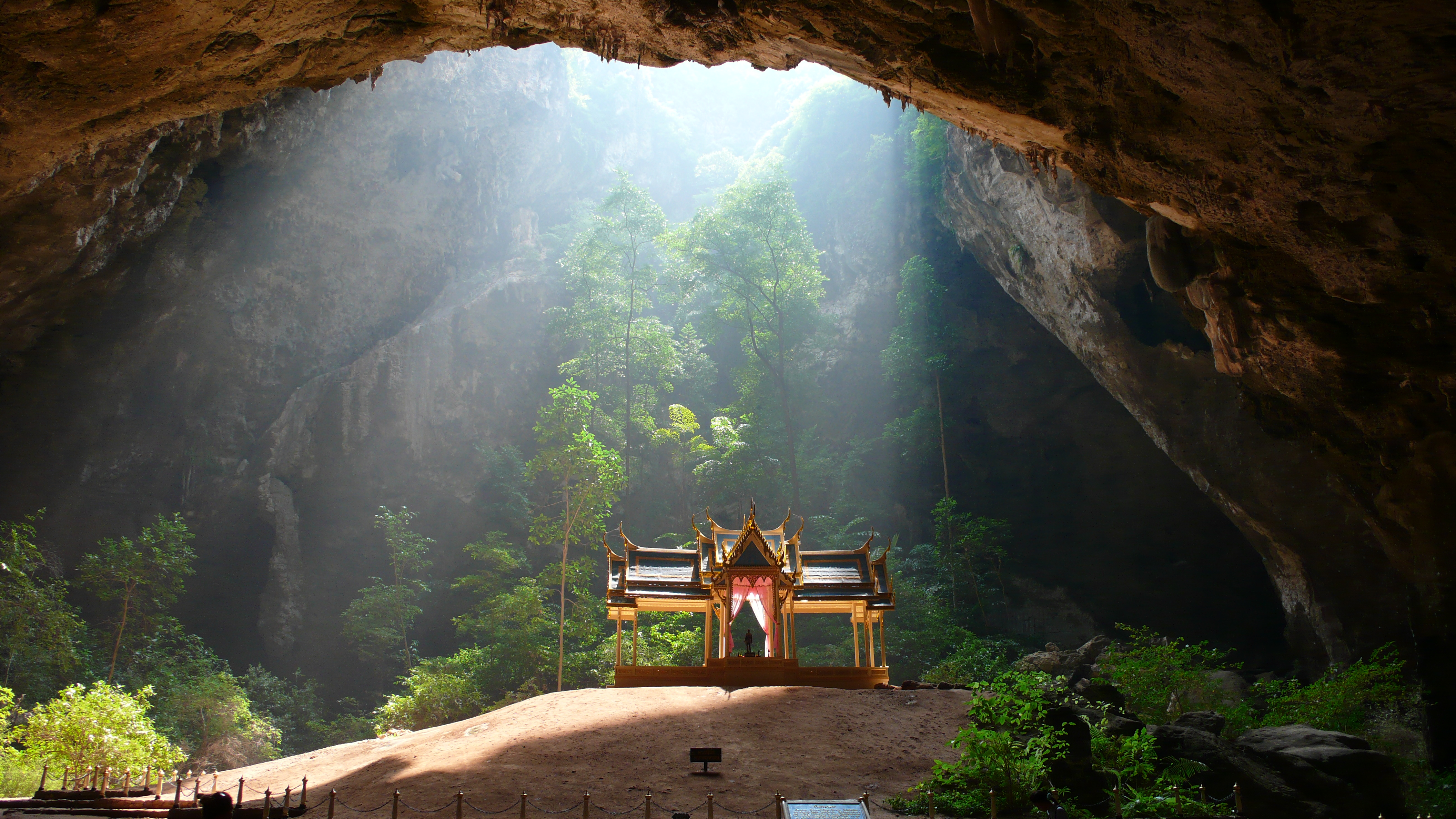
Die Phraya-Nakhon-Höhle im 300-Bergspitzen-Nationalpark

An der Küste liegt der Nationalpark Khao Sam Roi Yot, dessen Name wie auch der des Landkreises von den „300 Bergspitzen“ (wörtl. Übersetzung von Khao Sam Roi Yot) des Parks stammt.

## Geschichte
Sam Roi Yot wurde am 1. April 1995 zunächst als „Zweigkreis“ (King Amphoe) eingerichtet, indem die Tambon Rai Kao, Sila Loi und Sam Roi Yot vom Amphoe Pranburi abgetrennt wurden.
Am 7. September 1995 wurde der Tambon Sala Lai hinzugefügt, indem 6 Muban von Rai Kao abgetrennt wurden. Am 1. Januar 1996 wurde der Tambon Rai Mai des Amphoe Kui Buri ebenfalls dem King Amphoe zugeordnet.
Die thailändische Regierung hat am 15. Mai 2007 beschlossen, alle 81 King Amphoe in den „normalen“ Amphoe-Status zu erheben, um die Verwaltung zu vereinfachen.
Mit der Veröffentlichung in der Royal Gazette „Issue 124 chapter 46“ vom 24. August 2007 trat dieser Beschluss offiziell in Kraft.

## Verwaltung

### Provinzverwaltung
Der Landkreis Sam Roi Yot ist in fünf Tambon („Unterbezirke“ oder „Gemeinden“) eingeteilt, die sich weiter in 41 Muban („Dörfer“) unterteilen.
| Nr. | Name        | Thai      | Muban | Einw.  |
| --- | ----------- | --------- | ----- | ------ |
| 01. | Sam Roi Yot | สามร้อยยอด | 09    | 07.420 |
| 02. | Sila Loi    | ศิลาลอย    | 09    | 10.851 |
| 03. | Rai Kao     | ไร่เก่า     | 08    | 13.241 |
| 04. | Salalai     | ศาลาลัย    | 08    | 07.298 |
| 05. | Rai Mai     | ไร่ใหม่     | 07    | 09.083 |

### Lokalverwaltung
Es gibt zwei Kommunen mit „Kleinstadt“-Status (Thesaban Tambon) im Landkreis:
- Rai Mai (Thai: เทศบาลตำบลไร่ใหม่) bestehend aus Teilen des Tambon Rai Mai sowie aus Teilen des Tambon Sam Krathai des benachbarten Amphoe Kui Buri.
- Rai Kao (Thai: เทศบาลตำบลไร่เก่า) bestehend aus den Teilen der Tambon Rai Kao, Salalai.

Außerdem gibt es fünf „Tambon-Verwaltungsorganisationen“ (องค์การบริหารส่วนตำบล – Tambon Administrative Organizations, TAO)
- Sam Roi Yot (Thai: องค์การบริหารส่วนตำบลสามร้อยยอด) bestehend aus dem kompletten Tambon Sam Roi Yot.
- Sila Loi (Thai: องค์การบริหารส่วนตำบลศิลาลอย) bestehend aus dem kompletten Tambon Sila Loi.
- Rai Kao (Thai: องค์การบริหารส่วนตำบลไร่เก่า) bestehend aus Teilen des Tambon Rai Kao.
- Salalai (Thai: องค์การบริหารส่วนตำบลศาลาลัย) bestehend aus Teilen des Tambon Salalai.
- Rai Mai (Thai: องค์การบริหารส่วนตำบลไร่ใหม่) bestehend aus Teilen des Tambon Rai Mai.